# بنجامین ویسبرن
بنجامین ویسبرن (انگلیسی: Benjamin Waisbren) مدیر اجرایی تولید و تهیه‌کنندهٔ اهل ایالات متحده آمریکا است.

## گزیدهٔ فیلم‌شناسی

### مدیر اجرایی تولید
- فیلم شکلک (۲۰۱۷)
- اسمورف‌ها: دهکده گمشده (۲۰۱۷)
- جهان زیرین: جنگ‌های خونین (۲۰۱۷)
- مسافران (۲۰۱۶)
- پیاده‌روی طولانی بیلی لین بین دو نیمه (۲۰۱۶)
- دوزخ (۲۰۱۶)
- هفت دلاور (۲۰۱۶)
- هیولای پول (۲۰۱۶)
- گریمزبی (۲۰۱۶)
- موج پنجم (۲۰۱۶)
- ضربه مغزی (۲۰۱۵)
- شب قبل (۲۰۱۵)
- عجایب طبیعت (۲۰۱۵)
- مورمور (۲۰۱۵)
- بندباز (۲۰۱۵)
- هتل ترانسیلوانیا ۲ (۲۰۱۵)
- ریکی و فلش (۲۰۱۵)
- پیکسل‌ها (۲۰۱۵)
- آلوها (۲۰۱۵)
- پل بلارت: پلیس بازار ۲ (۲۰۱۵)
- چپی (۲۰۱۵)
- سخنران عروسی (۲۰۱۵)
- مصاحبه (۲۰۱۴)
- خشم (۲۰۱۴)
- ایکوالایزر (۲۰۱۴)
- نوار سکس (۲۰۱۴)
- از شر شیطان نجاتمان ده (۲۰۱۴)
- خیابان جامپ شماره ۲۲ (۲۰۱۴)
- بانکوک خطرناک (۲۰۰۸)
- قتل جسی جیمز به‌دست رابرت فورد بزدل (۲۰۰۷)
- نانسی درو (۲۰۰۷)
- باغبان عدن (۲۰۰۷)
- آینده (۲۰۰۷)
- ۳۰۰ (۲۰۰۷)
- الماس خونین (۲۰۰۶)
- آلمانی خوب (۲۰۰۶)
- پوزئیدون (۲۰۰۶)
- وی مثل وندتا (۲۰۰۶)

### تهیه‌کننده
- مجوز موقت (۲۰۱۱)